# Juraj Hromkovič
Juraj Hromkovič (né le 24 août 1958 à Bratislava) est un informaticien slovaque ; il est professeur à l' École polytechnique fédérale de Zurich. Il est l'auteur de nombreuses monographies et publications scientifiques en informatique, dans le domaine de l'algorithmique, de la théorie de la complexité et de la randomisation.

## Biographie
Hromkovič étudie à l'Université Comenius, où il obtient son doctorat en 1986 sous la direction d'Eduard Toman ; il obtient son habilitation universitaire en 1989 et est chargé de cours entre 1989 et 1990. De 1989 à 1994, il est professeur invité sur la chaire Burkhard Monien à l'université de Paderborn. En 1994, il est nommé professeur à l'Institut d'informatique de l' université Christian-Albrecht de Kiel. De 1997 à 2003, il est professeur titulaire de chaire  à l'École supérieure polytechnique de Rhénanie-Westphalie. Depuis 2004, il est professeur d'informatique et d'enseignement à l'EPF de Zurich.
Hromkovič  est un chercheur actif dans divers domaines de l'informatique théorique ; en plus, l'un des objectifs de son travail consiste à enseigner aux étudiants les bases de l'informatique. Hromkovič est membre de l'Académie slovaque des sciences depuis 2001 et membre de l'Academia Europaea depuis 2010.

## Publications
Sélection d'ouvrages
- Barot, Michael et Hromkovič, Juraj, Stochastik. Diskrete Wahrscheinlichkeit und Kombinatorik, Cham: Birkhäuser/Springer, coll. « Grundstudium Mathematik », 2017, xiii+ 383 (ISBN 978-3-319-57594-0, zbMATH 1388.60001).
- Barot, Michael et Hromkovič, Juraj, SStochastik 2. Von der Standardabweichung bis zur beurteilenden Statistik, Cham: Birkhäuser/Springer, coll. « Grundstudium Mathematik », 2020, x+ 421 (ISBN 978-3-030-45552-1, zbMATH 1468.60001).
- Hromkovič, Juraj, Algorithmic Adventures : From Knowledge to Magic, Springer-Verlag, 2008.
- Hromkovič, Juraj, Communication Complexity and Parallel Computing, Springer-Verlag, coll. « Texts in Theoretical Computer Science - An EATCS Series », 336 p. (ISBN 3-540-57459-X).
- Hromkovič, Juraj, « Communication Protocols - An Exemplary Study of the Power of Randomness », dans P. Pardalos, S. Rajasekaran, J. Reif et J. Rolim (éditeurs), Handbook on Randomized Computing, vol. 2, Kluwer Publ., 2001 (ISBN 0-7923-6959-9), p. 533-596.
- Hromkovič, Juraj, Klasing, Ralf, Pelc, Andrzej, Ružička, Peter et Unger, Walter, Dissemination of information in communication networks : Broadcasting, gossiping, leader election, and fault-tolerance, Springer-Verlag, coll. « Texts in Theoretical Computer Science - An EATCS Series », 2005, 361 p. (ISBN 3-540-00846-2, zbMATH 1067.68016).

## Liens web
- Ressources relatives à la recherche :   - Digital Bibliography & Library Project
  - Mathematics Genealogy Project
  - ResearchGate
- Notices d'autorité :   - VIAF
  - ISNI
  - IdRef
  - LCCN
  - GND
  - Japon
  - CiNii
  - Belgique
  - Pays-Bas
  - Israël
  - NUKAT
  - Catalogne
  - Suède
  - Norvège
  - Tchéquie
  - Lettonie
  - WorldCat
- Page personnelle à l'EPF
- Page de la chaire à l'EPF Zurich
- Centre de formation et de conseil pour l'enseignement  d'informatique à l'EPF Zurich